# Vat Blue 14
Le C.I. Vat Blue 14 (« bleu de cuve 14 »), répertorié Pigment Blue 22 dans le Colour Index, est un pigment organique et colorant de cuve bleu de la famille des colorants anthraquinoniques. Structurellement, il est presque identique au bleu d'indanthrone (Vat Blue 4, PB 60), avec un atome de chlore en plus en position 3.

## Propriétés
Le Vat Blue 14 se présente sous la forme d'une poudre bleu foncé insoluble dans l'eau, l'acétone, l'éthanol et le toluène, mais soluble dans le 2-chlorophénol, et légèrement soluble dans le chloroforme et la pyridine.

## Synthèse
Il peut être préparé par chloration du bleu d'indanthrone par le chlorure de sulfuryle.

## Utilisation
Il est principalement utilisé pour la teinture des fils de laine, mais également pour la teinture « jig » ou « suspension milk » du coton. On le considère comme un colorant « bleu brillant » ou « red light navy blue ».
Dans l'acide sulfurique concentré il prend un teinte marron-jaune, dans le dilué une teinte bleue. Sa réduction en milieu acide donne une teinte « red light blue ».